# Rebutia cylindrica
Rebutia cylindrica är en kaktusväxtart som först beskrevs av Donald och A.B. Lau, och fick sitt nu gällande namn av David Richard Hunt. Rebutia cylindrica ingår i släktet Rebutia och familjen kaktusväxter. Inga underarter finns listade i Catalogue of Life.